# الهجوم على حافلة منتخب توغو
الهجوم على حافلة منتخب التوغو لكرة القدم (بالبرتغالية: Ataque contra a Seleção Togolesa de Futebol em 2010‏) في 8 يناير 2010، في حين كانت القوات المسلحة الأنغولية ترافق حافلة منتخب توغو لكرة القدم عبر المنطقة المتنازع عليها عسكرياً في كابيندا، تعرضت الحافلة التي تقل المنتخب التوغولي لهجوم عسكري مسلح بينما كانت في طريقها إلى كأس الأمم الأفريقية لكرة القدم 2010, أدى تبادل إطلاق النار إلى مقتل مساعد مدرب المنتخب والمتحدث باسمه وسائق الحافلة، فضلاً عن الرصاص وإصابة عدة أشخاص آخرين.

## الهجوم
في 8 يناير 2010، تعرضت حافلة المنتخب التوغولي من قبل مسلحين مجهولين بينما كانت في طريقها من خلال محافظة كابيندا الأنغولية لنهائيات كأس أمم أفريقيا، وجاء البأص تحت آلة اطلاق النار فقط بعد أن عبروا الحدود من جمهورية الكونغو في محافظة معتزل كابيندا الأنغولية، وكان جميع من المجموعة الأولى مباراة توجو عقده في ملعب ناسيونال القيام ملعب تشيمانديلا في كابيندا.
ووفقاً لزعيم المتمردين مينغاس، ونفذت الهجوم من قبل قائد له ساميتوني الذي ادعى شارك 15 مقاتلا جبهة تحرير جيب كابيندا في الكمين. واستمر الحصار لمدة 30 دقيقة على الأقل. سائق الحافلة، ماريو أدجوا، قتل، قطع كل السبل الممكنة للهروب واختبأ الركاب أسفل المقاعد، وقام فريق أمن حوالي 10 رجال في سيارتين السفر مع الفريق ردوا بإطلاق النار على المهاجمين".
وأصيب مدافع فاسلوي الروماني سيرج أكاكبو بجروح بالغة برصاص وخسر الدم، كما كان حارس المرمى كودجوفي أوبيلالي إلى جانب كل من اللاعبين: (نائب رئيس الاتحاد التوغولي لكرة القدم غابرييل أميي وسبعة أعضاء بينهم صحفي وأصيب اثنين من فريق الأطباء). وقال إيمانويل اديبايور إن الهجوم واحدة من أسوأ الأشياء لقد كنت من أي وقت مضى من خلال في حياتي". وكان عليه أن يحمل زملائه يصرخ في المستشفى لأنه كان واحداً من هؤلاء الأقل تأثراً وقال توماس دوسيفي، "لقد كان الجحيم الحقيقي عشرين دقيقة من لقطات من الدم والخوف"، وقال ريتشموند فورسون، "وكانت الحافلة تحمل الأمتعة مزقها، ربما ظنوا كنا هناك ثم فتحوا النار، حتى ضد المدربين لدينا كان فظيعاً بالنسبة إلينا" وقال دوسيفي إن الفريق كان" قتل الجهاز، مثل الكلاب ".
ولم تعلن الجماعة الانفصالية الأنغولية (جبهة تحرير جيب كابيندا) مسؤوليتها عن الهجوم وقال بيان وقعه الأمين العام لجبهة تحرير كابيندا رودريغز مينغاس، «هذه العملية هي مجرد بداية لسلسلة من المخطط» وقال المتحدث باسم وزارة الخارجية الفرنسية، برنار فاليرو أن «الإجراءات التي سوف تستمر في اتخاذ مكان في الأرض كلها كابيندا بالتحريض على العنف أمر غير مقبول تماما» ومينغاس يمكن مقاضاتهم بموجب القوانين الفرنسية لصنع مثل هذه التصريحات. وأعلنت جماعة منبثقة أكبر المعروفة باسم القوات المسلحة الكابيندية أيضا مسؤولية. رفض زعيم المجموعة الكونغولي جان كلود إنزيتا فصيل مينغاس كما الانتهازية.

## الضحايا
قتل ثلاثة اشخاص وجرح تسعة:
القتلى:
- أميليتيه أبالو (ولد في 6 مارس 1962 - توفي في 9 يناير 2010، 4:00 غرب أفريقيا التوقيت) مساعد مدرب منتخب توغو لكرة القدم ومدرب أسكو كارا.
- ستانيسلاس أوكلوو (ولد في 1975 - توفي في 9 يناير 2010، 4:30 غرب أفريقيا التوقيت) - صحفي رياضي ومعلق تلفزيوني توغولي ناطق بالفرنسية.
- ماريو أدجووا (ولد في القرن العشرين - توفي في 8 يناير 2010) سائق حافلة أنغولي.

الجرحى:
- كودجوفي أوبيلالي - أصيب بطلق ناري في أسفل الظهر. تقسيم الرصاصة إلى عدة قطع تشق طريقها إلى معدته ويقال إن حالة الحارس استقرت كما واقترح الأطباء الجنوب أفارقة يوم 11 يناير وترك شظايا رصاصة في بطنه منذ العملية لإزالتها من المحتمل أن تسبب المزيد من الضرر.
- سيرج أكاكبو
- هوبيرت فيلود
- واكيه نيبومبي
- إيليستا كودجو لانو
- ديفينيلاي أيفور - أخصائي العلاج الطبيعي
- تادافامي وادجا - دكتور

## التحقيق
في اتصال مع الهجوم القاتل على المنتخب التوغولي لكرة القدم، ألقت الشرطة الأنغولية القبض على اثنين من المشتبه بهم في أنغولا في 10 يناير 2010. كما ذكرت الإذاعة الوطنية نقلاً عن المدعي العام، أدليت الاعتقالات في محافظة كابيندا الأنغولية، وتقع بين جمهورية الكونغو وجمهورية الكونغو الديمقراطية في غرب أفريقيا. وألقي القبض على تسعة مجموعات من المشتبه بضلوعهم.
ألقت الشرطة الأنغولية القبض على أربعة رجال وهم: (رئيس الأساقفة الكاثوليكي المونسنيور راؤول تاتي، والمحامي فرانسيسكو لويمبا، والخبير الاقتصادي بيلكيور تاتي، وضابط الشرطة السابق جوزيه بينجامين فوكا) - الذي كان وثائق عن جبهة تحرير كابيندا وكان قد سافر إلى العاصمة الفرنسية باريس لعقد اجتماعات مع القادة المنفيين في شهر أغسطس، وكانوا بالسجن لمدة روابط لجبهة تحرير كابيندا. ووجدت المحكمة في كابيندا الأربعة المتهمين بارتكاب جرائم ضد أمن الدولة؛ على الرغم من أن القاضي لم يحدد ما إذا كانت أربعة زيارتها صلات مباشرة إلى الهجوم. وتراوحت أحكام السجن الخاصة بهم من ثلاث إلى خمس سنوات. وفي 11 يناير تم القبض على اثنين من عناصر جبهة تحرير كابيندا قرب موقع إطلاق النار.
وانتقد المحاكمة من قبل جماعات حقوق الإنسان التي اتهمت الحكومة باستخدام الهجمات لتبرير حملة على النقاد. وقال المحامي مارتينو نومبو، وهو يشارك في جلسات المحكمة القاضي أدين لهم فقط لأنهم منطوقة أو مكتوبة حول استقلال كابيندا. «هذا غير دستوري، ويمكن للقاضي لا سجن شخص ما من أجل لا شيء، وهذا سوف تزداد سوءاً فقط سجلت أنغولا الفقراء على حقوق الإنسان وعملية السلام برمتها مع جبهة تحرير كابيندا وتمت ضمنية الارتباط المفترض بدلاً من صرح. وقد أدينوا على أساس تلك الوثائق.» كما انتقدت منظمة هيومن رايتس ووتش الاقتناع استدعاء «نشطاء» أربعة وقوله «من الواضح أن هذا فرصة ضائعة لاستعادة العدالة في أنغولا، وخاصة في كابيندا.»

## النتيجة
ودعا المنتخب التوغولي لمقاطعة المنافسة نتيجة لهذا الهجوم. أليكسيس روماو وتوماس دوسيفي من الاشمئزاز وافتقارهم إلى الرغبة في المنافسة التالية خبراتهم. انسحب المنتخب الوطني لكرة القدم في وقت لاحق من البطولة. وقال أليكسيس روماو إن الفريق كان يحاول أيضاً إقناع الفرق الأخرى في مجموعته بالانسحاب من المنافسة. بعد رؤية أعقاب الهجوم، سأل أعضاء المنتخب الموزمبيقي تحلق في لواندا لضمانات الحماية العسكرية.
وكان من المقرر أن يلعب منتخب توغو مباراته الأولى في البطولة أمام غانا، بعد ثلاثة أيام من الهجوم في 11 يناير 2010. وذكر التلفزيون التوغولي أن المنتخب الوطني انسحب من البطولة في وقت لاحق اليوم.
في وقت لاحق كان هناك شيء من انعكاس واثنين من اللاعبين التوغوليين قالوا انهم سوف تلعب في كأس الأمم الأفريقية في «ذكرى القتلى». أعلن توماس دوسيفي، وأحداً من لاعبي منتخب توغو: سوف تتنافس توغو «لاظهار الألوان الوطنية وقيمنا وبأننا رجال». الحكومة التوغولية، ومع ذلك، أمر في وقت لاحق الفريق في العودة إلى ديارهم بعد كل شيءٍ لأسباب تتعلق بالأمن.
وتهدف البرازيل تصل إلى حوالي 150,000 نشر القوات المسلحة وقوات الحراسة العامة للموظفين لتعزيز الأمن في كأس العالم لكرة القدم 2014 الحدث الذي سيبدأ في البرازيل من 12 يونيو. سيستمر حدث كأس العالم لمدة شهر واحد وعلاوة على ذلك، تكشف مصادر الأخبار التي إضافي 20,000 ضباط الأمن الخاص وستتمركز لتعزيز الأمن في هذا الحدث".
في 11 يناير 2010، كان قد استبعد لاعبي منتخب توغو رسمياً من كأس أفريقيا لدى عودتهم إلى وطنهم. وكان الفريق التوغولي غادر يوم الأحد بعد يومين من الهجوم على حافلة الفريق. ووصف متحدث باسم الاتحاد الأفريقي لكرة القدم «بإنه غير مؤهل فريق، وسوف تتكون هذه المجموعة من ثلاثة فرق». ووفقاً لوزير الرياضة التوغولي، كريستوف بادومهوكو تشاو رفض طلباً رسمياً لإعادة الانضمام البطولة على الرغم من المنطق حداداً على الذين سقطوا من أعضاء الفريق.

## ردود الفعل
وصف رئيس الوزراء الأنغولي أنطونيو بينتو بيمبي بأنه «عمل إرهابي»، وكثفت الاجراءات الأمنية في البطولة. مارتن أونيل ومصطفى ساليفو لاعب استون فيلا، وأعرب عن صدمته على موقع النادي على الإنترنت. وأعربت أندية بورتسموث ومانشستر سيتي عن المخاوف بشأن سلامة لاعبيها المحترفين في إنجلترا. لاعبين من فرق أخرى في أفريقيا، مثل الجنوب أفريقي بنديكت ساول ماكارثي والمالي محمد سيسوكو وأدانوا الهجوم وكان رئيس الوزراء التوغولي جيلبرت هونغبو قد أمر لفترة تستمر ثلاثة أيام من الحداد الوطني. وقال «لقد اختارت الحكومة لمدة ثلاثة أيام وطنية لفترة طويلة من فترة الحداد، والتي ستبدأ يوم الاثنين 11 يناير 2010،» على حد تعبير التلفزيون الحكومي.
داني جوردان منظم بطولة كأس العالم لكرة القدم التي أقيمت في جنوب أفريقيا في عام 2010، ورفض المخاوف من أن الهجوم كان أي أهمية للترتيبات الأمنية للتأهل إلى نهائيات مونديال البافانا بافانا.
في 12 أبريل، أعلن إيمانويل أديبايور قائد منتخب توغو اعتزاله اللعب دولياً، مشيراً إلى أنه «لا يزال مسكون الأحداث شاهدت على بعد ظهر ذلك اليوم الرهيب.» عاد أديبايور لاحقاً إلى واجب دولي في نوفمبر 2011 عقب تأكيدات الاتحاد التوغولي لكرة القدم فيما يتعلق بالسلامة، مما يجعل عودته في فوز 1-0 على غينيا بيساو في التصفيات الأفريقية المؤهلة لكأس العالم لكرة القدم 2014.